# Теорії змов. Як (не) стати конспірологом
«Теорії змов. Як (не) стати конспірологом» — книга українського політолога та публіциста Максима Яковлєва, видана у 2023 році видавництвом «Віхола». У книзі йдеться про феномен теорій змови та конспірологічного світогляду, їхні витоки, принципи формування та вплив на суспільство.

## Опис
Книга складається з аналізу різноманітних конспірологічних теорій. Автор пояснює специфічну логіку конспірологів, їхні методи вибудовування теорій на основі "взаємопов'язаності" подій, мовних ігор і маніпулювання цифрами.
Книга містить вправи та опитувальники для читачів, щоб вони могли оцінити власну схильність до конспірологічного мислення та спробувати сконструювати власні теорії змови.
На думку критиків, автор цим застерігає про небезпеку конспірацистського світогляду і закликає до критичного ставлення та аналітичного мислення.

## Історія
У 2023 році книга була видана видавництвом «Віхола».
26 березня 2023 Яковлєв презентував книгу в Бібліотеці Українського католицького університету у Львові.
29 квітня 2023 автор презентував книгу в Українському центрі у Гельсінках, Фінляндія.
У 2024 було видрукувано 2000 примірників книги.

## Критика
Книга отримала неоднозначні відгуки критиків через сумбурність та жартівливість викладу матеріалу:
- Олексій Гарань, професор політології НаУКМА, відгукнувся про книгу як про «вишукану повість, від якої важко відірватись», відзначивши тести у кінці кожної глави[9].
- ITC.ua характеризують книгу як «легкий нон-фікшн» та «великий потік думок автора, умовно поділений на глави». Вони вважають тему не розкритою, проте радять книгу тим, хто хоче легко і пізнавально провести час[3].

## Продажі
Найпродаваніша книга серед нон-фікшну на заході «Книжковий Арсенал-2023». Також, на цьому заході книгу особисто придбав президент України Володимир Зеленський.

### Уривки з книги
- «Психологія конспірацизму». Фрагмент із книжки «Теорії змов. Як (не) стати конспірологом» Максима Яковлєва :: Свідомі. svidomi.in.ua (укр.). Процитовано 12 квітня 2024.
- «У чому винна конспірологія?». Фрагмент із книжки «Теорії змов. Як (не) стати конспірологом» Максима Яковлєва. VoxUkraine (укр.). Процитовано 12 квітня 2024.
- «Теорії змов» Максима Яковлєва: безглуздя та шкода конспірології. Читомо (укр.). 5 лютого 2023. Процитовано 12 квітня 2024.
- Ільків, Яна (21 березня 2023). Читаємо уривок з книжки «Теорії змов. Як (не) стати конспірологом» Максима Яковлєва. Лірум (укр.). Процитовано 12 квітня 2024.
- "Масони-українці". Фрагмент із книжки "Теорії змов. Як (не) стати конспірологом" Максима Яковлєва. Суспільне Культура (укр.). Процитовано 12 квітня 2024.